# Parc national du Kilimandjaro
 (mai 2023).
Si vous disposez d'ouvrages ou d'articles de référence ou si vous connaissez des sites web de qualité traitant du thème abordé ici, merci de compléter l'article en donnant les références utiles à sa vérifiabilité et en les liant à la section « Notes et références ».
Le parc national du Kilimandjaro (en anglais : Kilimanjaro National Park) est un parc national situé près de Moshi en Tanzanie. Il entoure le Kilimandjaro et couvre une superficie de 756 km2.
Cette zone est déclarée réserve de chasse par le gouvernement colonial allemand en 1910 à la suite du développement des safaris qui mettent la faune en danger. En 1921, la réserve devient réserve forestière.
En 1973, la zone au-dessus de 2 700 mètres est reclassifiée comme parc national et ouverte au public en 1977. Le parc est inscrit sur la liste du patrimoine mondial de l'UNESCO en 1987.

## Situation
Le parc se trouve dans la partie nord-orientale de la Tanzanie, à proximité de la frontière avec le Kenya. L'entrée principale du parc, la Marangu Gate, se trouve environ trente kilomètres au nord de la ville de Moshi, à 1 870 mètres d'altitude.
Le parc du Kilimanjaro se compose de trois sommets : à l'ouest le Shira (3 962 mètres), à l'est le Mawenzi (5 149 mètres) et au centre le Kibo (5 895 mètres), le point culminant de l'Afrique. Entre le Kibo et le Mawenzi se trouve une plate-forme d'environ 3 600 hectares, appelée la selle et qui constitue la plus grande étendue de toundra du continent. Le sommet du volcan est recouvert de neiges éternelles et de glaciers, néanmoins menacés par le réchauffement climatique,.

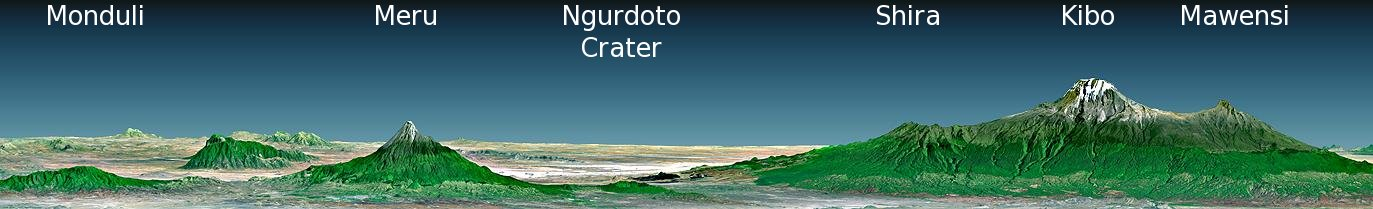
Vue topographique du Kilimandjaro et du mont Méru.

## Flore[7]
La végétation du Kilimandjaro peut être regroupée en quatre écozones :
- forêt pluviale, située entre 1 800 et 2 700 mètres d'altitude, zone luxuriante dominée par de grands arbres ;
- prairies et broussailles de montagnes, située entre 2 700 et 4 000 mètres d'altitude ;
- désert d'altitude, situé entre 4 000 et 5 000 mètres d'altitude, zone aride ;
- zone sommitale, située entre 5 000 et 5 895 mètres d'altitude, souvent couverte de neige et sujette à des conditions climatiques extrêmes.

### Forêt pluviale
La zone de 1 800 à 2 700 mètres d'altitude est couverte par une forêt tropicale humide qui constitue certainement la zone la plus riche en espèces végétales et dominée par les arbres géants. À l'Est et au Sud, les espèces les plus grandes sont Macaranga kilimandscharica, Albizia schimperiana et Mitragyna rubrostipulata. Auprès de ces véritables géants du règne végétal croissent des arbres de dimensions plus réduites tels que les Tabernaemontana holstii, Xymalos monospora et Agauria salicifolia. Parmi les espèces herbacées se rencontrent des orchidées du genre Polystachya, quelques espèces d'Impatientes, Impatiens pseudoviola à fleurs roses et Impatiens kilimanjari à fleurs rouge écarlate, et Mimulopsis kilimandscharica, une plante herbacée à fleurs roses.
Les versants nord et ouest de la forêt reçoivent moins de pluies, on trouve donc des espèces différentes comme de grands genévriers tordus (Juniperus procera) et deux espèces d'olivier, l'Olea Africaine haut de dix mètres et l'Olea kilimandscharica haut de trente mètres. On trouve aussi des exemplaires isolés de Podocarpus et de camphrier Ocotea usambarensis qui peuvent mesurer quarante mètres. Dans les zones plus humides, des Hagenia abyssinica et rosaceae avec de grandes feuilles pénates qui se couvrent d'élégantes fleurs rouge sombre.

### Lande à bruyère
À plus de 2 700 mètres d'altitude et jusqu'à 4 000 mètres se trouve une zone froide à la terre acide. Cette zone ne contient plus de grands arbres mais toujours un grand nombre de végétaux. La partie la plus basse de cette zone est couverte d'épais coussins de bruyère arborescente qui créent des effets de couleurs suggestifs. Les plantes les plus singulières de cette zone sont les géants Dendrosenecio kilimanjari et les Lobelia deckenii qui croissent jusqu'à trois mètres de hauteur.
D'autres espèces sont présentes : Hypericum revolutum à petites fleurs jaunes, Helichrysum kilimanjari à fleurs jaune intense, liliacea Kniphofia thomsonii, Gladiolus watsonioides à fleurs rose saumon, orchidea Disa stairsii, aux beaux épis rose intense, Anémone thomsonii, Ranunculus oreophylus, Scabiosa columbaria, Anthospermum usambarensis, buissons, cyprès à fleurs blanches et Stoebe kilimandscharica.

### Désert d'altitude
La vie végétale de 4 000 à 5 000 mètres d'altitude est limitée à certaines espèces d'herbacées qui se sont adaptés aux conditions ambiantes peu favorables. Outre les mousses et les licheni lapidicoli, il est possible de trouver des Carduus chamaecephalus de forme aplatie avec des feuilles poilues et épineuses, des touffes isolées de Pentaschistis minor dite « herbe du désert » et différentes espèces d’Helichrysum (Helichrysum kilimanjari, Helichrysum newii, Helichrysum cymosum, Helichrysum argyranthum et Helichrysum meyeri-johannis).
Haplocarpha rueppellii et Haplosciadium abyssinicum sont également deux espèces notables qui savent réduire leur perte en eau et résister au froid.

### Zone sommitale
À cause des conditions climatiques extrêmes dans cette zone (basses températures, radiations solaires très intenses, dioxygène raréfié), peu d'espèces réussissent à survivre. On dénombre l'herbacée Helichrysum newii et le lichen Xanthoria elegans.

### Galerie de photo de la flore

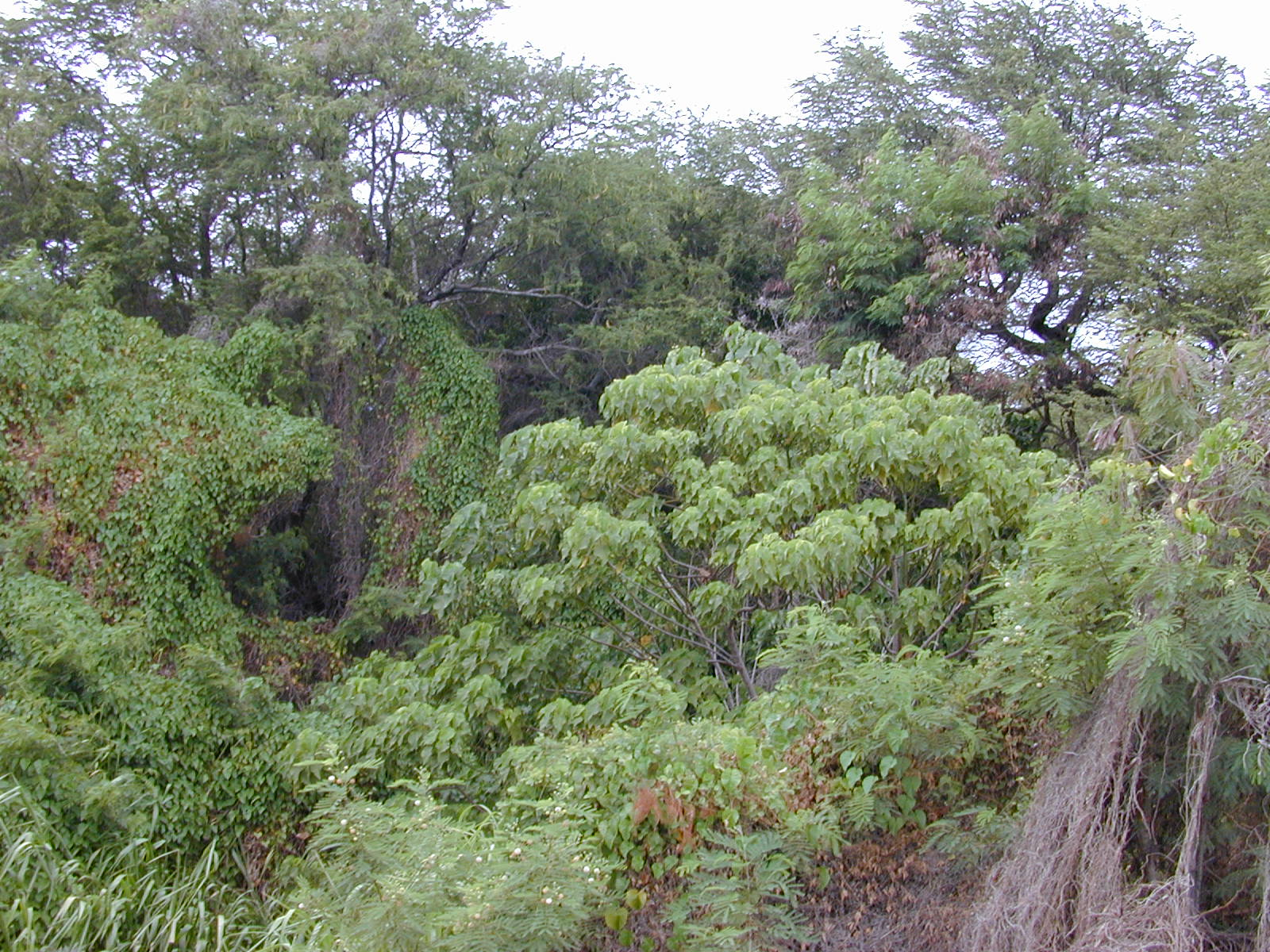
Macaranga (genre).
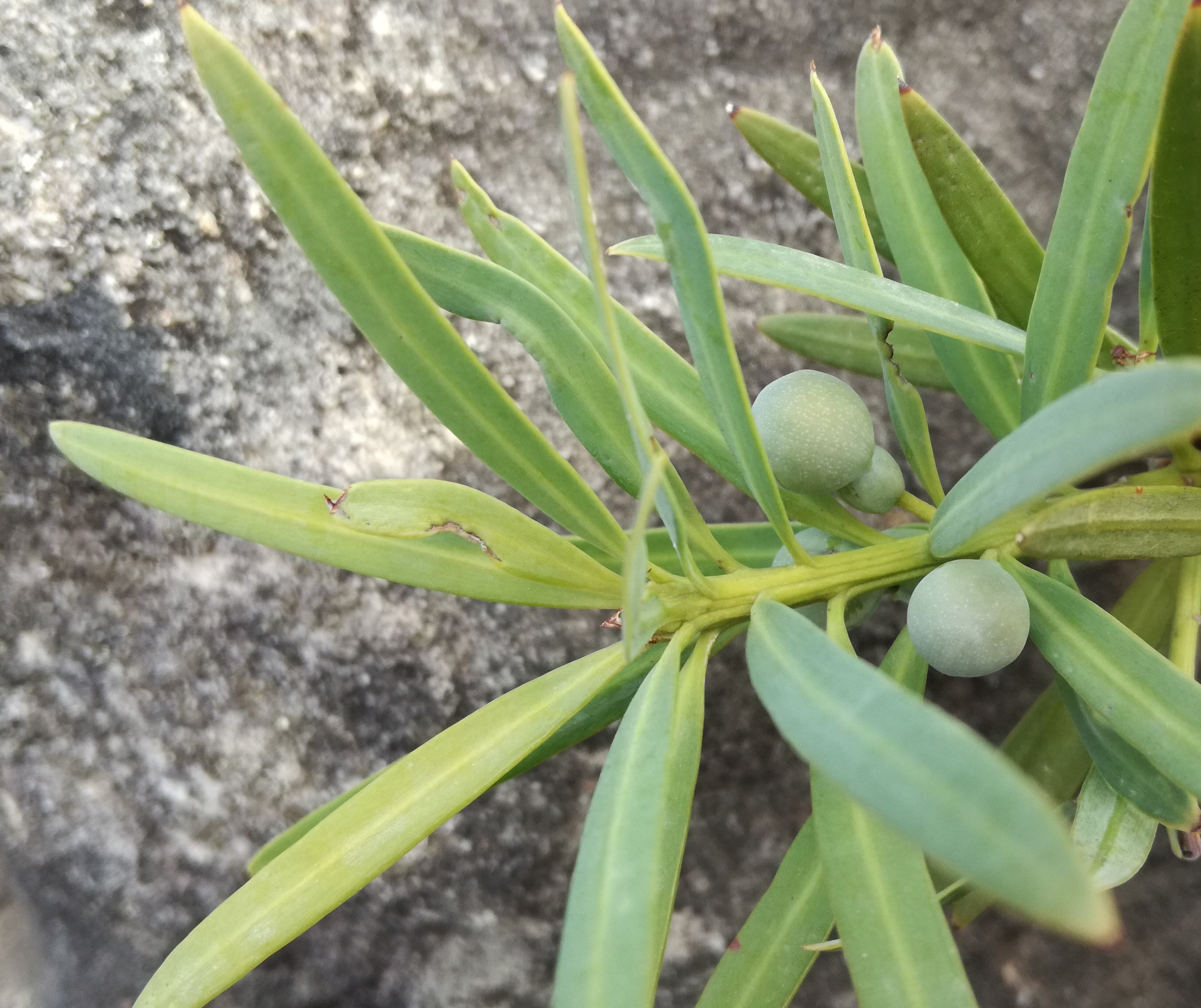
Podocarpus (genre).
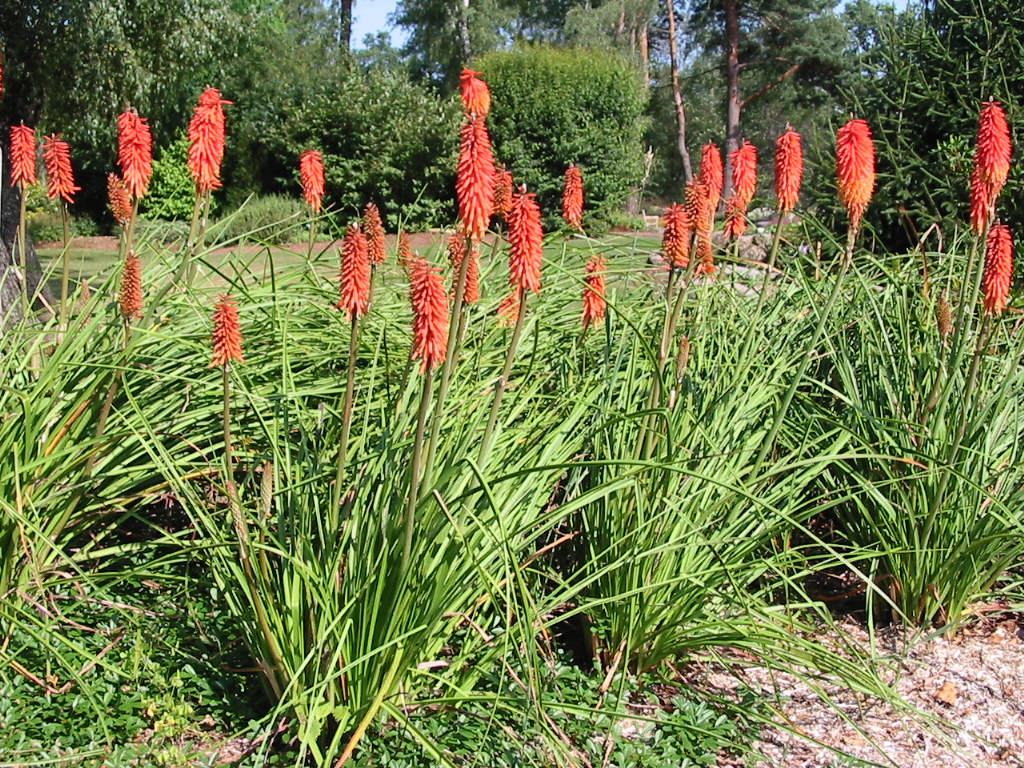
Kniphofia thomsonii.
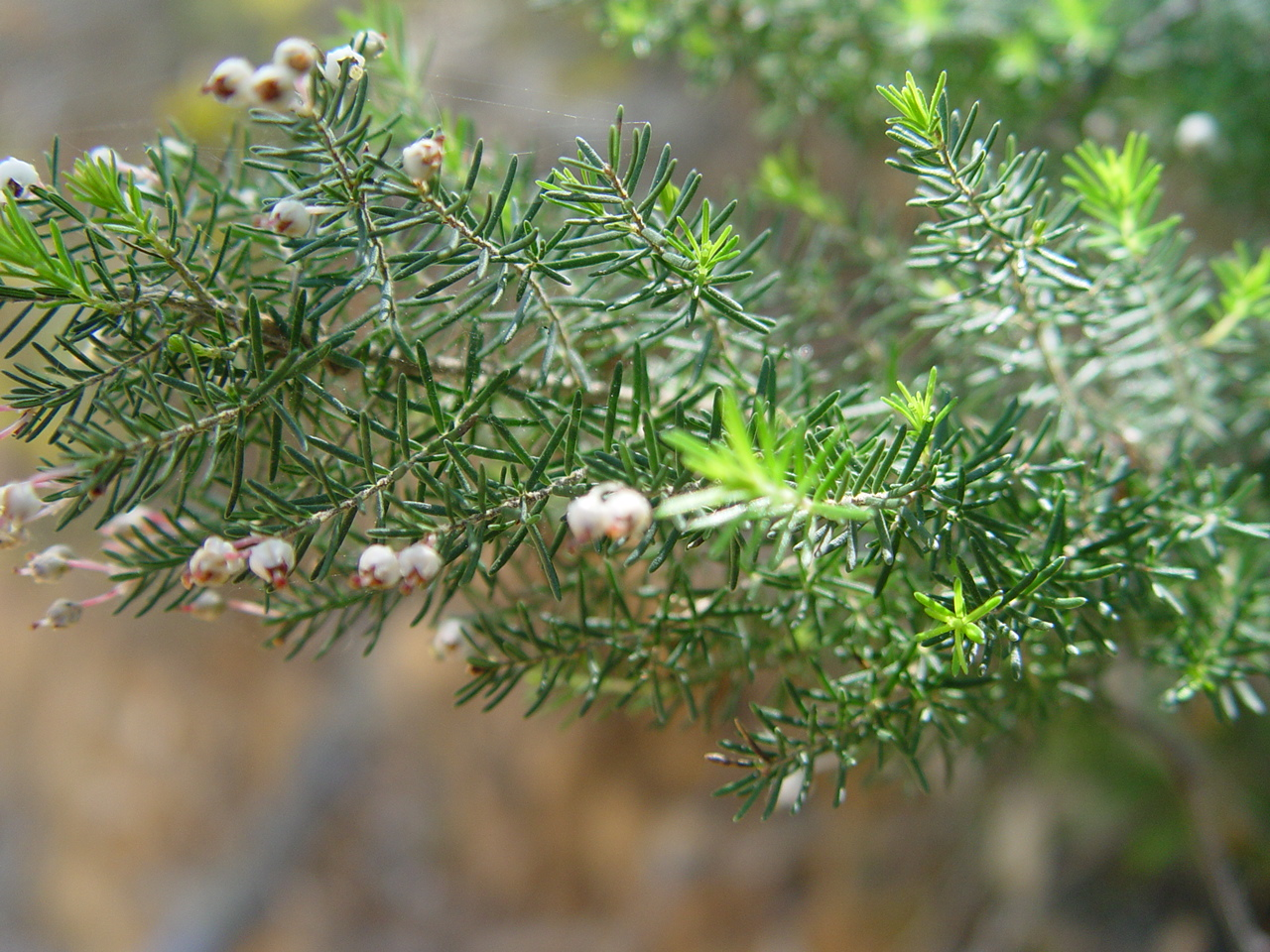
Erica arborea.
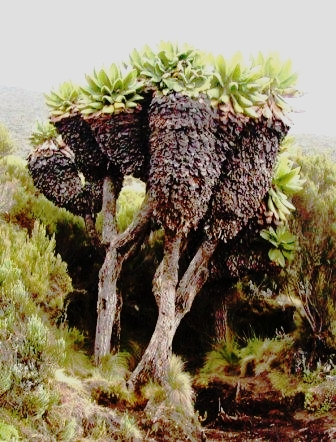
Dendrosenecio kilimanjari.
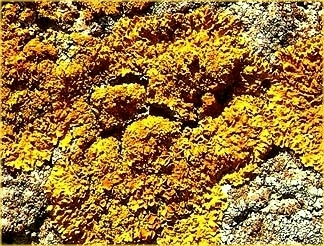
Xanthoria elegans.

## Faune

### Mammifères
Le parc est très riche en espèces animales avec plus de 140 espèces de mammifères dont 25 de carnivores, 25 d'antilopes, 7 de singes et 24 de chauve-souris.
Dans la zone inférieure, malgré la croissance de l'exploitation agricole, les caractéristiques du biome n'ont pas été trop modifiées. Il survit une population de quelques centaines d'éléphants (Loxodonta africana) et il n'est pas rare de rencontrer quelques spécimens de buffles et de léopards. Le rhinocéros noir, autrefois présent dans cette aire, est maintenant éteint.
Parmi les mammifères qui peuplent la forêt pluviale, il y a aussi des singes comme le babouin jaune, le cercopithèque à diadème, le magistrat et certaines espèces de Galagonidae. Les espèces les plus significatives sont les élands, les antilopes d'Abbot (Cephalophus spadix), les Sylvicapra grimmia, les Tragelaphus scriptus et les Cephalophus natalensis. On trouve aussi des Dendrohyrax validus, de nombreuses espèces de Rodentia et des insectivores.

### Oiseaux
On a recensé quelque 180 espèces d'oiseaux, la plupart vivant en forêt pluviale, comme le Spréo d'Abbott (Cinnyricinclus femoralis) qui est très rare en dehors de cette aire. Dans les zones les plus élevées, on trouve des gypaètes barbus, des Cercomela sordida, des Cisticola hunteri, des Nectarinia johnstoni et le Corvus albicollis.

### Invertébrés
Une très rare espèce de papillon, le Papilio sjoestedti, ou Kilimanjaro swallowtail est présent uniquement sur le Kilimandjaro, au cratère du Ngorongoro et sur le Mont Meru, et sa sous-espèce de couleur noire, le Papilio sjoestedti ssp. atavus, endémique au Kilimandjaro.

### Galerie de photos de la faune

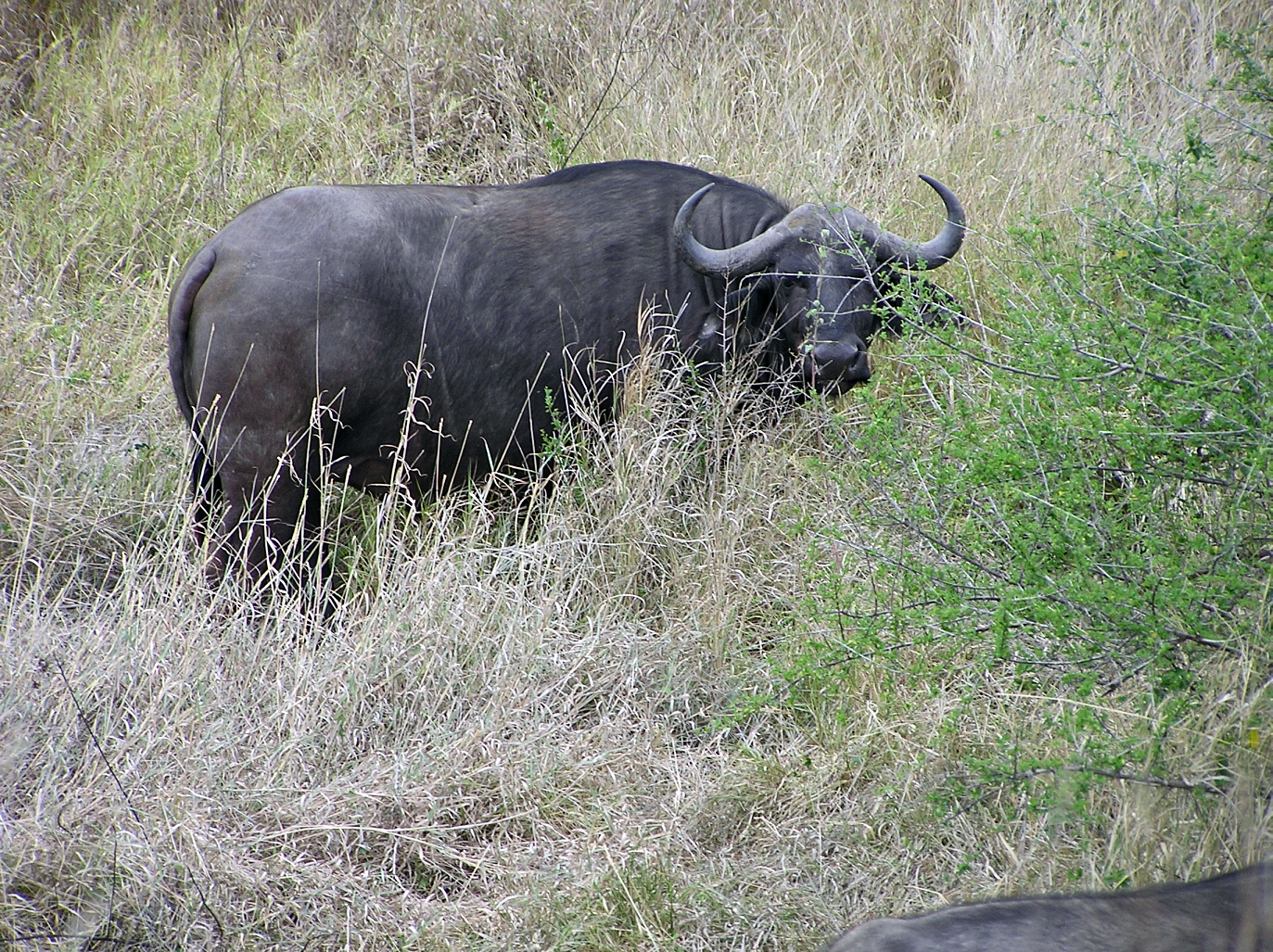
Buffle d'Afrique (Syncerus caffer).
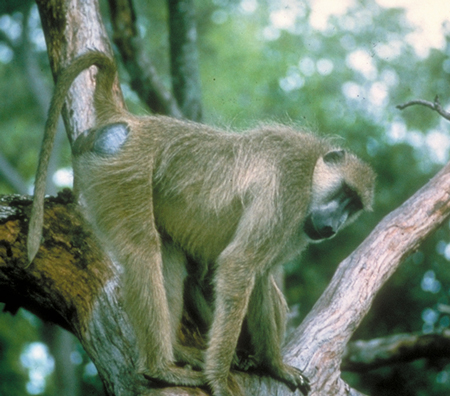
Babouin jaune (Papio cynocephalus).
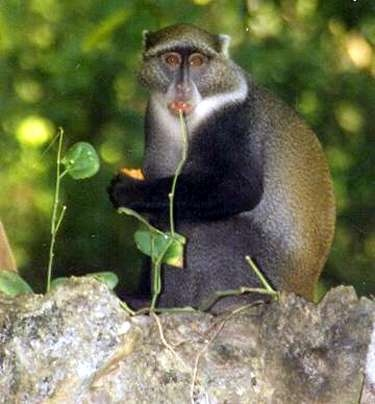
Cercopithèque à diadème (Cercopithecus mitis).
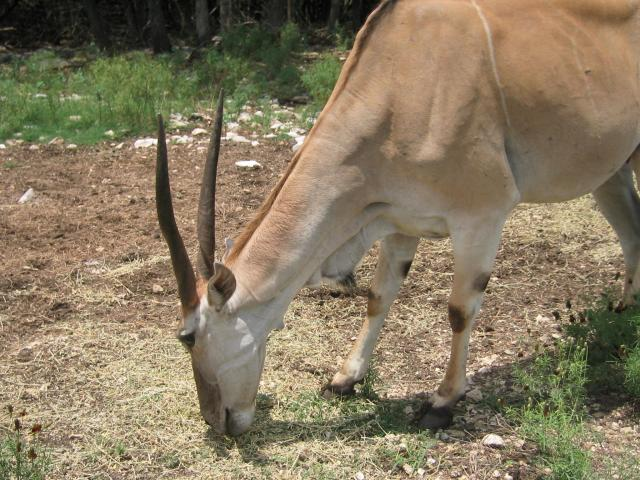
Éland (Taurotragus oryx).
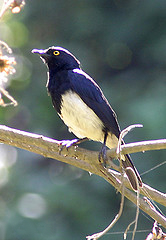
Spréo d'Abbott (Cinnyricinclus femoralis).
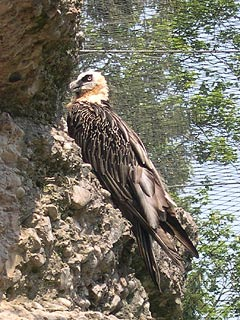
Gypaète barbu (Gypaetus barbatus).
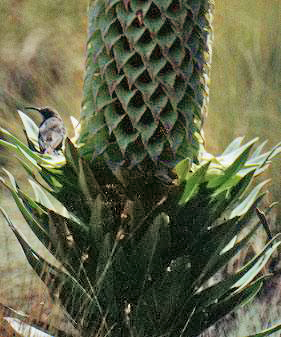
Souimanga de Johnston (Nectarinia johnstoni).

## Fréquentation
La réglementation du parc impose les sentiers de randonnées, les moyens à mettre en œuvre pour faire l'ascension (garde, etc.) et récolte les droits d'entrée.